# 第44回凱旋門賞
第44回凱旋門賞（だい44かいがいせんもんしょう）は、1965年10月3日にパリのロンシャン競馬場で行なわれた。優勝馬のシーバードが世界歴代1位の評価を得た競走として知られている。

## 概要
イギリスダービーを圧勝したシーバードと、5戦全勝のフランスダービー馬リライアンスの対決に、アメリカ、ソビエト、イタリア、アイルランドからそれぞれの最強馬が挑戦してきたことで、それまでの競馬史上もっともハイレベルなメンバーとなった。シーバードはこれを圧勝することで、「競馬史上最強」の馬と認定されることになった。

## 条件
- 距離：2400メートル
- 賞金：1着賞金　100万フラン+登録料の7%（1着賞金総額1,084,747フラン）
- 出走条件：3歳以上牡牝
- 天候：晴
- 馬場：良
- 出走頭数：20頭

## 凱旋門賞の状況
第二次世界大戦が終わってから、凱旋門賞の賞金は大幅に加増され、1949年には空前の2500万フランにも達していた。以来、毎年のように世界各地の一流馬が凱旋門賞に登録してきたが、実際に出走までこぎつけたものはそう多くはなかった。しかし一方で、高額の国際競走の創設に刺激を受け、世界の各地で似たような国際競走が開催されるようになった。
凱旋門賞でも例年、ヨーロッパ各国から競走馬が集まるようになっていたが、それは必ずしも各地の一流馬が集まっているわけではなかった。ふつう、能力が図抜けた優勝候補がいる場合には、わざわざ負けに行くよりも別の競走に出走させたほうが馬主にとっては合理的だった。しかし、1965年は地元のフランスにシーバード、リライアンスという2頭の有力馬がいたのだが、外国のチャンピオンホースのオーナーからすると、この2強は全く敵わない相手ではないように思われた。その結果、ヨーロッパのみならず、アメリカやソビエトから、各地のチャンピオンが集まることになった。
この1965年は、グラディアトゥールがフランス産馬として初めてイギリスのダービーを制覇してからちょうど100年目にあたる記念の年だった。そのような年にイギリスダービーを圧勝したフランス馬シーバードが登場したことは、フランス馬産界にとって幸運なめぐり合わせと思われた。

## 出走馬

### シーバード
フランス繊維メーカーの経営者、ジャン・テルニンク氏のシーバード（Sea-Bird）は、2歳の頃から頭角を現した。3歳の春にフランスのグレフュール賞で鮮やかな勝ち方をして、早くもイギリスダービーで本命視されるようになった。
フランスダービーを目指す馬が集まるリュパン賞でダイアトム（en:Diatome）に6馬身差をつけて勝つと、大変な名馬だと評判になった。本番のイギリスダービーでも簡単に勝負を決めて楽にゴールし、3歳馬の頂点に立った。次戦はフランスに戻ってサンクルー大賞典で古馬との対戦になったが、ゴール前はキャンターで済ますほど余裕のある勝利だった。
こうして、シーバードは7戦6勝で凱旋門賞を迎えた。（詳細はシーバード参照のこと。）

### リライアンス
フランスのフランソワ・デュプレ（en:Francois Dupre）氏が所有するリライアンス（en:Reliance）は、2頭の名馬を兄に持っていた。全兄のマッチ（Match）はキングジョージ6世&クイーンエリザベスステークスに勝ち、半兄のレルコ（en:Relko）もイギリスダービーの優勝馬である。
リライアンスは3歳の4月に2400メートルのマロニエ賞（Prix Moronniers）でデビュー戦を飾り、2戦目のオカール賞（en）でも前年のクリテリウムドサンクルー優勝馬カルヴァン（Carvin）を5馬身差で下した。
フランスを代表する馬主のデュプレ氏は、既に凱旋門賞、パリ大賞典、フランス2000ギニー、フランス1000ギニー、ロワイヤルオーク賞、イギリスダービー、キングジョージ6世&クイーンエリザベスステークス、ワシントンDCインターナショナルを勝って、フランスと世界の名レースの優勝の栄誉に浴してきたが、フランスダービーだけはどうしても勝つことができずにいた（2着が3回、3着が3回。）。
フランス競馬最良の騎手イヴ・サンマルタンを背に挑んだフランスダービーで、リライアンスはカルヴァンやノアイユ賞（en:Prix Noailles）を勝ってきたダイアトム（en:Diatome）と対戦した。リライアンスは先行馬をマークし、直線で先頭に立つと、鞭を使うまでもなく後続を封じて逃げ切り、デュプレに念願のダービーオーナーの座をもたらした。3/4馬身差の2着にはダイアトムが入り、さらに2馬身遅れてカルヴァンが3着だった。
リライアンスは続くパリ大賞典、秋のロワイヤルオーク賞を勝ち、フランスのクラシックレースで3勝をあげた。こうしてリライアンスは5戦無敗で凱旋門賞を迎えた。唯一の心配は、凱旋門賞の数週間前のヴェルメイユ賞でイヴ・サンマルタン騎手が落馬して重傷を負ったことだった。サンマルタン騎手はスペインで静養し、凱旋門賞に備えた。

### メドウコート
有名歌手のビング・クロスビーと、カナダの新聞社主マックス・ベル（en:Max Bell）、そして天然ガス企業の創立者フランク・マクマホン（en:Frank M. McMahon）が共同で所有するメドウコート（en:Meadow Court）は、この年のイギリスの3歳馬の中では最良の成績を収めていた。
プレップレースで2着のあと、イギリスを代表する名騎手レスター・ピゴットを迎えて臨んだイギリスダービーでは、後方から追い込んでシーバードから2馬身差の2着に入った。続くアイルランド・ダービーでは後続に2馬身差をつけて優勝し、ビング・クロスビーはウィナーズ・サークルでen:When Irish Eyes Are Smilingを熱唱して観客に応えた。
メドウコートは初夏のキングジョージ6世&クイーンエリザベスステークスでも古馬を相手に2馬身差で勝ち、イギリスの最強馬の座についた。レスター・ピゴット騎手は、力をつけたメドウコートは「次にシーバードと対戦したら今度は勝てる」と宣言した。
秋のセントレジャーステークスは、メドウコートが一本かぶりの人気（約1.4倍）になった。ところが、レース当日のドンカスター競馬場は雨の影響で水浸しになって最悪の馬場となってしまい、優勝馬から10馬身離された2着に来るのがやっとだった。調教師は重い馬場への適性を敗因に挙げ、こうした馬場が得意な同厩舎のラガッツォをレースに出すべきだったと悔やんだ。陣営は、メドウコートと、ラガッツオ、そしてペースメイカーのカリフ（Khalife）の3頭で凱旋門賞に挑むことにした。

### トムロルフ
トムロルフは、アメリカの駐アイルランド大使を勤めるレイモンド・ゲスト氏（en:Raymond R. Guest）の所有馬で、この年のアメリカの3歳馬の中では最も優れた馬だった。トムロルフはアメリカクラシック三冠の一つプリークネスステークスで落鉄と外傷に見舞われながら優勝した。残る2戦は不運なことに、クビ差で2着、2馬身とクビ差で3着に敗れたものの、サイテーションハンデキャップ、シカゴアンハンデ、アーリントンクラシックステークス、そしてアメリカンダービーではレコード勝ちと、4連勝で凱旋門賞に挑んできた。
トムロルフの父は、1955年と1956年に凱旋門賞を連覇したリボーで、リボーの産駒は凱旋門賞に良績をおさめていた。鞍上にはアメリカのナンバーワンジョッキー、ウィリー・シューメーカーを迎えた。この時代はまだ現役のサラブレッド競走馬にとって大西洋を横断することは並大抵のことではなかったが、陣営は専属の装蹄師やガードマンを伴って渡欧した。トムロルフに合うよう、干し草や水もアメリカから持参した。。
それでもトムロルフ陣営にはいくつかの不利があった。アメリカでは既に殿堂入りしていたシューメーカー騎手だが、ロンシャン競馬場での騎乗経験がなかった。凱旋門賞の直前のレースに騎乗できるよう、騎乗馬を募る新聞広告を出すはめになった。また、アメリカで使用していたスパイク蹄鉄の使用も認められなかった。。
アメリカからはトムロルフを応援するファンが大挙して訪れ、「これほど多くのアメリカ人がフランスを訪れるのはノルマンディー上陸作戦以来だ」と語る者もいた。

### アニリン
ソビエトのアニリン(Анилйн)は、この年の国際色豊かな出走馬の中でもひときわ異色の存在だった。ソビエトダービー馬とソビエトオークス馬を両親に持つアニリンは、ソビエトの国立牧場で生まれた。2歳の時にソビエトの2歳馬最大のレース、МИカリーニン記念に勝ち、東ドイツやハンガリーに遠征した。
3歳になるとソビエト国内で向かうところ敵なく、ソビエト・ダービー（ボリショイ・フシエソユツニー賞）を含めて4戦無敗、1600メートルから2400メートルのどんな距離でも勝利した。アニリンは共産圏の名馬が集まる社会主義国家大賞（2800メートル）に出るためにベルリンへ遠征し、2馬身半差で逃げ切って優勝した。キューバ危機の記憶も新しい頃だったが、アニリンにはアメリカのワシントンDCインターナショナルから招待があり、これに応えてアメリカまで遠征した。このときアニリンは優勝馬ケルソから13馬身半遅れた3着にとどまったが、それでもフランス、イタリア、アイルランドのクラシック優勝馬には先着した。
4歳になったアニリンは、モスクワで行われるソビエト社会主義共和国賞を5馬身差で勝って、ソビエト三冠（МИカリーニン記念、ソビエト・ダービー、ソビエト社会主義共和国賞）を達成した。ソビエト史上3頭目、戦後では初の偉業だった。東側世界には敵がいなくなったアニリンは、西側諸国で最大のレースである凱旋門賞で、共産主義文明の優秀さを披露することにした。
アニリンはいくつも列車を乗り継いでモスクワからポーランド、ベルギーを経由してパリへ赴いたが、気の毒なことに、西側諸国では国境を越えるたびに長い検疫を受けさせられて、12時間も待たされてしまった。

### ダイアトム
ロスチャイルド家の銀行家ギー・ド・ロトシール男爵所有のダイアトムは、フランス勢としてはシーバード、リライアンスに次ぐ3番手の評価だった。
ダイアトムは2歳のときに1勝した後、3歳の春にノアイユ賞を勝ってクラシック候補に名乗りを挙げた。しかし、リュパン賞ではシーバードに敗れて2着、フランスダービー、パリ大賞典ではともにリライアンスに敗れて2着だった。秋にはプランスドランジュ賞（en:Prix du Prince d'Orange）に勝ち、凱旋門賞に挑んできた。
ロスチャイルド男爵の持ち馬からはもう1頭、ガネー賞を勝ったフリーライド（Free Ride）がダイアトムのためのペースメイカーとして出走してきた。フリーライドはサンクルー大賞典でシーバードに負けており、フリーライドもダイアトムも、シーバードやリライアンスを負かすには力が足りないと思われたが、それ以外の相手となら互角以上の期待が持たれた。

### エメラルド
世界で最も有名な馬主の一人であるマルセル・ブサック氏は、この年はエメラルド（Emerald）とアーダバン（Ardaban）の2頭を送り込んだ。
エメラルドは、第二次大戦中のドイツ占領下で行なわれた1943年の凱旋門賞で2着になった牝馬エスメラルダの子で、3戦2勝（うち1勝は2500メートルのモーリスドニュイユ賞（en:Prix Maurice de Nieuil））とキャリアが浅かったが、かえって未知の魅力があり、波乱があるとするとエメラルドが最有力と思われた。
エメラルドの僚馬アーダバンはフランスオークス馬アスメナ（Asmena）を母に持ち、前年のマルセイユ大賞典の勝ち馬だった。しかし、この年は低迷しており、この馬にはチャンスは無さそうだった。

### ブラブラ
ブラブラ（Blabla）はフランスオークスに優勝した3歳牝馬で、普通の年であれば凱旋門賞の有力候補にあげられるような馬だった。ブラブラは2歳の時にクリテリウムドメゾンラフィット（en:Critérium de Maisons-Laffitte）でシーバードを短首差まで追い詰めたことがあった。しかし、秋のブラブラは勝利に恵まれず、復帰戦のノネット賞で3着になった後、本命で臨んだヴェルメイユ賞で落馬してしまった（この時の落馬のあおりを受けて、別の馬に乗っていたイヴ・サンマルタン騎手も落馬し、大怪我を負った。）。その後凱旋門賞に出てきたが、この年は相手が強すぎると思われた。

### マルコヴィスコンティ
イタリアからの挑戦馬マルコヴィスコンティ（Marco Visconti）は、この年のイタリアでは一応最も強い馬だと思われていた。イタリアダービーでは25馬身も出遅れて、最終コーナーでやっと他馬に追いつき、直線だけで3着まで追い込んだ。マルコヴィスコンティはミラノ大賞典でも短頭差の2着に惜敗したが、早くからフランス入りして凱旋門賞に向けて調整を行った。最終追いきりではダイアトムに先着を許したものの、見ていた者にはよく仕上がっているように思われた。

### ラガッツォ
ラガッツォ（Ragazzo）は、メドウコートと同じ厩舎の所属馬で、春に未勝利戦（バリサックス・メイドンステークス）を勝ったあと、休養をはさんで夏にグレートヴォルティジュールステークス（en:Great Voltigeur Stakes）を勝った。続けてフランスのクラシック、ロワイヤルオーク賞に挑み、リライアンスから3/4馬身差の2着になった。
ラガッツォはキャリアは浅いが、雨が降って馬場が渋ればチャンスはありそうだった。この馬にとっては恵まれたことに、凱旋門賞の前の週に大雨が降り、当日は力の要る馬場になった。

### その他の出走馬
ドミドゥイユ（Demi-Deuil）はプランタン大賞やドイツのバーデン大賞典の優勝馬だが、今年の凱旋門賞では相手が強すぎると思われた。
シジュベール（Sigebert）は凱旋門賞の前哨戦アンリフォワ賞の勝ち馬だが、ガネー賞やモーリスドニュイユ賞ではフリーライドやエメラルドに負けていた。
オンシジュウム（Oncidium）はイギリスの古馬で、勝ち負けを繰り返していた。前年にリングフィールド・ダービートライアルに勝ってイギリスダービーに出走したが人気を裏切り、セントレジャーで5着に凡走したあと16ハロン（約3200メートル）のジョッキークラブカップに勝った。4歳になってコロネーションカップに勝ったあと、キングジョージ6世&クイーンエリザベスステークスではメドウコートに離された3着になった。その後も格下馬に負けたかと思うと、エクリプスステークスの勝ち馬を15馬身ちぎるようなレースをしていた。
ティミーラッド（Timmy Lad）は前年のコンセイユ・ミュニシパル賞の優勝馬で、ドーヴィル大賞典では2着に入った。
カルヴァン（Carvin）は2歳の時にクリテリウムドサンクルーに優勝したが、3歳になってからはフランスダービー（3着）、パリ大賞（4着）、ロワイヤルオーク賞（3着）でリライアンスに敗れていた。それでも凱旋門賞の直前にはヴィシー大賞典（en:Grand Prix de Vichy-Auvergne）を4馬身差で楽勝して挑んできた。
ソデリニ（Soderini）はキングジョージ6世&クイーンエリザベスステークスでメドウコートの2着になった馬で、セントレジャーでもオンシジュウムに先着（3着）していたが、逆にコロネーションカップではオンシジュウムに敗れていた。そのほか、ジョンポーターステークス（en:John Porter Stakes）、ハードウィックステークス（en:Hardwicke Stakes）に勝っていた。
フランシリュース（Francilius）はサンクルー大賞典で3着になった馬である。

## 人気
- シーバード：2.2倍
- リライアンス：5.5倍
- ダイアトムとフリーライド：8.5倍（※同一馬主のためカップル馬券）
- メドウコートとカリフ：8.75倍
- トムロルフ：9倍
- アニリン：23倍
- エメラルドとアーダバン：24倍
- ブラブラ：25倍
- ラガッツォ：34倍
- マルコヴィスコンティ：54倍
- ドミドゥイユ：61倍
- シジュベール：71倍
- オンシジュウム：76倍
- ティミーラッド：76倍
- カルヴァン：81倍
- ソデリニ：91倍
- フランシリュース：121倍

## 競走内容

### 出走前
凱旋門賞当日のロンシャン競馬場には、有料入場客だけで50000人ほどが集まった。観衆の中でいちばん注目を集めたのは、メドウコートの馬主の一人であるビング・クロスビーで、彼はこの日のためにすべての公演をキャンセルしてやってきたのだった。前の週に強い雨が降って力の要る馬場になったが、当日は晴れて良馬場と発表された。
大観衆を前に、シーバードはパドックでひどく入れ込んで発汗していた。ライバルのリライアンスや小柄なトムロルフも同様に入れ込んでいた。大柄なアニリンの姿が好対照だった。
トムロルフはアメリカ風に厩務員が騎乗して発馬ゲートへ向かったのだが、ロンシャンの観衆はこうしたやり方を見るのは初めてだった。イギリスのオンシジュウムが少しゲートに入りに手間取った。

### 序盤
スタートで、ペースメイカーのカリフは出遅れて後手を踏んだ。カリフは結局、最後まで役目を果たすことはできなかった。ハイペースで飛ばしたのはイタリアのマルコヴィスコンティで、ブラブラ、アーダバン、アニリンがこれに続いた。シーバード、リライアンス、トムロルフ、メドウコートと言った有力馬はこの少し後ろにいた。シーバードのグレノン騎手は、仕掛けを出来るだけ遅らせて直線の勝負にかけるように指示されていた。
メドウコートは、シーバードを負かそうと坂の登りで仕掛けてあがっていった。ダイアトムも前に上がってきた。坂を登り切る頃には、先行していたブラブラや出遅れて無理をしたカリフが脱落した。

### 中盤
長い坂の下りで、マルコヴィスコンティについでアニリンが2番手になった。坂が終わって直線に入ると、マルコヴィスコンティのマリネッリ騎手の手が激しく動き始め、スタミナが費え始めていることを示した。2番手のアニリンのナシボフ騎手には余裕があった。
しかしその後ろにはシーバードとトムロルフ、リライアンスが万全の態勢で迫っていた。シーバードは直線まで抑える予定だったが、あまりにも馬の手応えが良すぎるため、グレノン騎手は馬の行く気に任せることにした。。

### 終盤
アニリンは先頭に立ったあとよく粘ったが、シーバードはこれを外から楽にかわした。リライアンスも同じようにアニリンを抜き去った。トムロルフのシューメイカー騎手もこれに続こうとして激しくトムロルフを追い出したが、アニリンを捉えることはできなかった。
大方の予想通り、シーバードとリライアンスが他の馬を引き離したので、観衆はこれから2頭の激しい争いが始まるものと期待した。だが、シーバードのグレノン騎手が合図を出すと、シーバードは楽にリライアンスを突き放した。
残り200メートルの地点で既にリライアンスに大きく差をつけたシーバードは、馬場の中央へ向かってよれた。しかし勝利を確信したグレノン騎手はもう追うのを止めて、手綱を緩めた。それでもゴールした時点では、2着のリライアンスに6馬身もの差をつけていた。この差は凱旋門賞の歴史の中で最も大きな着差だった。
2着に敗れたものの、リライアンスも後ろに5馬身差をつけていた。ダイアトムが僚馬フリーライドを短頭差おさえて3着に入た。アニリンはよく粘って5着だった。トムロルフはさらに5馬身遅れた6着だった。

### レース後
世界中から集った強豪を相手にワンサイドの勝ち方をしたシーバードにはレース直後からたいへんな賛辞が集まった。ライバルだったリライアンスのフランソワ・マテ調教師は「本物の名馬」と評した。リライアンスのサンマルタン騎手やトムロルフのシューメイカー騎手は「稀代の名馬」と言い、オンシジュウムに乗っていたブリーズリー騎手は「途方もなく強い馬だ」と述べた。種牡馬として繋養するために150万ドルと噂される高額のリース契約を結んでいたジョン・ガルブレスは「リボー以上の名馬だ」と興奮した。

### 全着順
| 着順 | 馬名 | 着差 |
| 1着  | シーバード | |
| 2着  | リライアンス（en:Reliance） | 6馬身 |
| 3着  | ダイアトム | 5馬身 |
| 4着  | フリーライド | 短頭 |
| 5着  | アニリン | 1/2馬身 |
| 6着  | トムロルフ | 5馬身 |
| 7着  | ドミドゥイユ | 6馬身 |
| 8着  | カルヴァン | |
| 9着  | メドウコート（en:Meadow Court）                                                                                                | |
| 10着 | マルコヴィスコンティ | |
| 着外 | エメラルド、アーダバン、ソデリニ、シジュベール、フランシリュース、オンシジュウム、ティミーラッド、カリフ、ラガッツォ、ブラブラ | エメラルド、アーダバン、ソデリニ、シジュベール、フランシリュース、オンシジュウム、ティミーラッド、カリフ、ラガッツォ、ブラブラ |

## レースの後

### 「世界史上最強馬」の認定
凱旋門賞後の各馬の動向によって、シーバードと凱旋門賞の評価が裏付けられることになった。
シーバードから12馬身差の5着に敗れたソビエトのアニリンは、2週間後のドイツでオイロパ賞に優勝した。シーバードに26馬身差で敗れたドミドゥイユが11月にイタリアでローマ賞を6馬身差で圧勝した。さらにシーバードから11馬身差の3着だったダイアトムは米国へ渡り、ワシントンDCインターナショナルでアメリカの古馬チャンピオンとカナダのチャンピオンをまとめて負かした。
フランス国内のフリーハンデで、シーバードは首位の71キロを与えられた。イギリスのタイムフォーム社はシーバードに対して145ポンドのハンデをつけた。このハンデは同社がこれまでサラブレッド平地競走馬に与えた中で最も高い値で、シーバードが歴史上最強のサラブレッドであるという評価を下したことを意味していた。この値は2012年にフランケルが147ポンドを獲得するまで、半世紀にわたって破られることはなかった。

### 各馬の引退後
シーバードは凱旋門賞を最後に引退し、アメリカのジョン・ガルブレスにリースされて種牡馬となった。その子からは、凱旋門賞を勝ったアレフランス、サンクルー大賞典に勝ったジル（Gyr）、アメリカの二冠を制したリトルカレント（en:Little Current）、チャンピオンハードルに勝ったシーピジョン（en:Sea Pigeon）、ガネー賞に勝ったアークティックターン（Arctic Tern）などが出たが、シーバードの競走成績からすると充分な成績とは言い難かった。
リライアンスも、生涯でただ一度シーバードに敗れた以外は無敗の名馬だったが、こちらも種牡馬としては長距離のカドラン賞を勝ったリクペール（Recupere）やグッドウッドカップの勝ち馬プロヴァーブ（Proverb）、タグオブウォー（Tug of War）を出した程度で終わった。
ダイアトムはアイルランドダービー馬のスティールパルス（Steel Pulse）を出した後、日本へ輸出されて天皇賞馬クシロキングの父となって名を残した。フリーライドはフランスの古馬チャンピオンに選ばれ、引退後は南アフリカで種牡馬となって成功した。アニリンは長く現役を続け、オイロパ賞3連覇などの偉業を達成し、ソビエトでリーディングサイヤーになった。トムロルフはアメリカで種牡馬になって多くの一流馬を出して大成功した。孫のアレッジドは凱旋門賞の連覇を果たした。マルコヴィスコンティは現役を続けてミラノ大賞典を連覇、ジョッキークラブ大賞典にも勝ってイタリアを代表する古馬となった。オンシジュウムはオーストラリアでリーディングサイヤーになり、カルヴァンは英仏のオークスとキングジョージ6世&クイーンエリザベスステークスを勝ったポーニース（en:Pawneese）を出した。ソデリニはドイツへ渡って2頭のドイツダービー馬を筆頭に多くの重賞勝ち馬を出した。シジュベールも種牡馬になってドイツでヘルティー大賞典（en:Bavarian Classic）優勝のボリス（Boris）などを出し、何頭ものステークスウィナーの父になった。
ラガッツォはチリに種牡馬として、牝馬のブラブラはアメリカへ輸出されて子孫を残した。ドミドゥイユはフランスで種牡馬になり、重賞入着馬を何頭か出した。アーダバンは種牡馬として日本に輸入されたが、非常に強い近親交配の影響か、ほとんど産駒ができなかった。